# Vernas
Vernas – miejscowość i gmina we Francji, w regionie Owernia-Rodan-Alpy, w departamencie Isère.
Według danych na rok 2018 gminę zamieszkiwały 272 osoby, a gęstość zaludnienia wynosiła 45.6 osób/km² (wśród 2880 gmin regionu Rodan-Alpy Vernas plasuje się na 1467. miejscu pod względem liczby ludności, natomiast pod względem powierzchni na miejscu 1440.).